# Výžerky
Výžerky (en allemand : Klein Wischer) est une commune du district de Prague-Est, dans la région de Bohême-Centrale, en République tchèque. Sa population s'élevait à 172 habitants en 2020.

## Géographie
Výžerky se trouve à 5,5 km au sud-ouest de Kostelec nad Černými lesy, à 14,5 km au sud de Český Brod et à 37 km au sud-est de Prague.
La commune est limitée par Nučice au nord, par Barchovice à l'est, par Vlkančice au sud, et par Stříbrná Skalice, Oplany et Konojedy à l'ouest.

## Histoire
La première mention écrite de la localité date de 1339.

## Transports
Par la route, Výžerky se trouve à 7 km de Kostelec nad Černými lesy, à 18 km de Český Brod et à 47 km du centre de Prague.